# مصر للبترول
مصر للبترول هي شركة حكومية مصرية، وإحدى شركات قطاع البترول المصري، والتي تأسست لكي تكون كبرى شركات تسويق المنتجات البترولية في مصر، حيث تقوم بتسويق ونقل المنتجات البترولية وفقا للحصص التي تقررها الهيئة المصرية العامة للبترول، تعتبر الشركة أقدم شركة بترولية في مصر، حيث تمارس نشاطها منذ عام 1911 وكانت تعرف حين ذاك باسم شركة شل مصر المحدودة، حتى قام الرئيس المصري جمال عبد الناصر بتأميمها وتحويلها إلى القطاع العام في عام 1964 تحت اسمها الحالى كإحدى الشركات الوطنية.

## أنشطة الشركة
- تموين الطائرات (تغطى 13 مطار على مستوى مصر)
- تموين السفن (تغطى المواني المصرية الثلاثة الإسكندرية والسويس وبورسعيد)
- الزيوت المعدنية
- الكيماويات
- تموين وخدمة المحطات (جارى استكمال عمليات التجديد في المحطات)
- تقوم الشركة بتصدير منتجات إلى الدول الأفريقية والعربية " السعودية، اليمن، السودان، غانا، زامبيا، توجو، مالطا، وغيرها"

## أصول الشركة
تمتلك الشركة عدد من المستودعات الرئيسية والفرعية يتكون من:
- مصنع الكيماويات بالمكس
- مجمع الخلط بالعامرية
- 13 مستودع موزعة في جميع أنحاء جمهورية مصر العربية
- أسطول نقل متعدد الأغراض يتكون من عدد 600 وحدة مختلفة
- مركز بحوث الدعم الفنى للشركة الذي يقوم بالعمل على تقييم خواص المنتجات البترولية وتحديد مستوى أدائها ومدى قدرتها على تلبية احتياجات كافة الآلات والمعدات الحديثة
- مركز تدريب منار مصر للبترول والذي يعد أقدم مؤسسة للتدريب في مصر والشرق الأوسط بهدف خدمة قطاع البترول بشكل عام
- نادى مصر للبترول، الذي يعد من الأندية الرياضية المتميزة

## الجودة
تسعى الشركة دائما لتحقيق سياسة الجودة التي التزمت بها من الحصول على
- شهادة الايزو 9000
- شهادة الايزو 14000
- شهادة اوساس 18000

## مساهمات الشركة بقطاع البترول
- السهام البترولية: 27%
- أسبك - الإسكندرية للمنتجات البترولية المتخصصة: 12.6%
- أموك - الإسكندرية للزيوت المعدنية: 3.6%
- غازتك - المصرية الدولية لتكنولوجيا الغاز: 20%
- بترونيل - النيل لتسويق البترول: 20%
- صيانكو - المصرية لصيانة الأجهـزة: 20%
- ميجاتون - العالمية لتصنيع المعدات البترولية

## رؤساء الشركة
- مهندس / محمد شعبان محمد عبد العاطي
- محاسب / حسين فتحي.[4]
- مهندس / محمد شعبان دياب.[5]
- أستاذ / سعيد مصطفى.[6]
- محاسب / نصر أبو السعود.[7]
- محاسب / يحيى شنن.[8]
- محاسب / فتحي عمارة.[9]

## وصلات خارجية
- موقع وزارة البترول والثروة المعدنية
- موقع الهيئة المصرية العامة للبترول
- موقع شركة مصر للبترول